# Muséum de Rouen
Pour les articles homonymes, voir Muséum d'histoire naturelle.

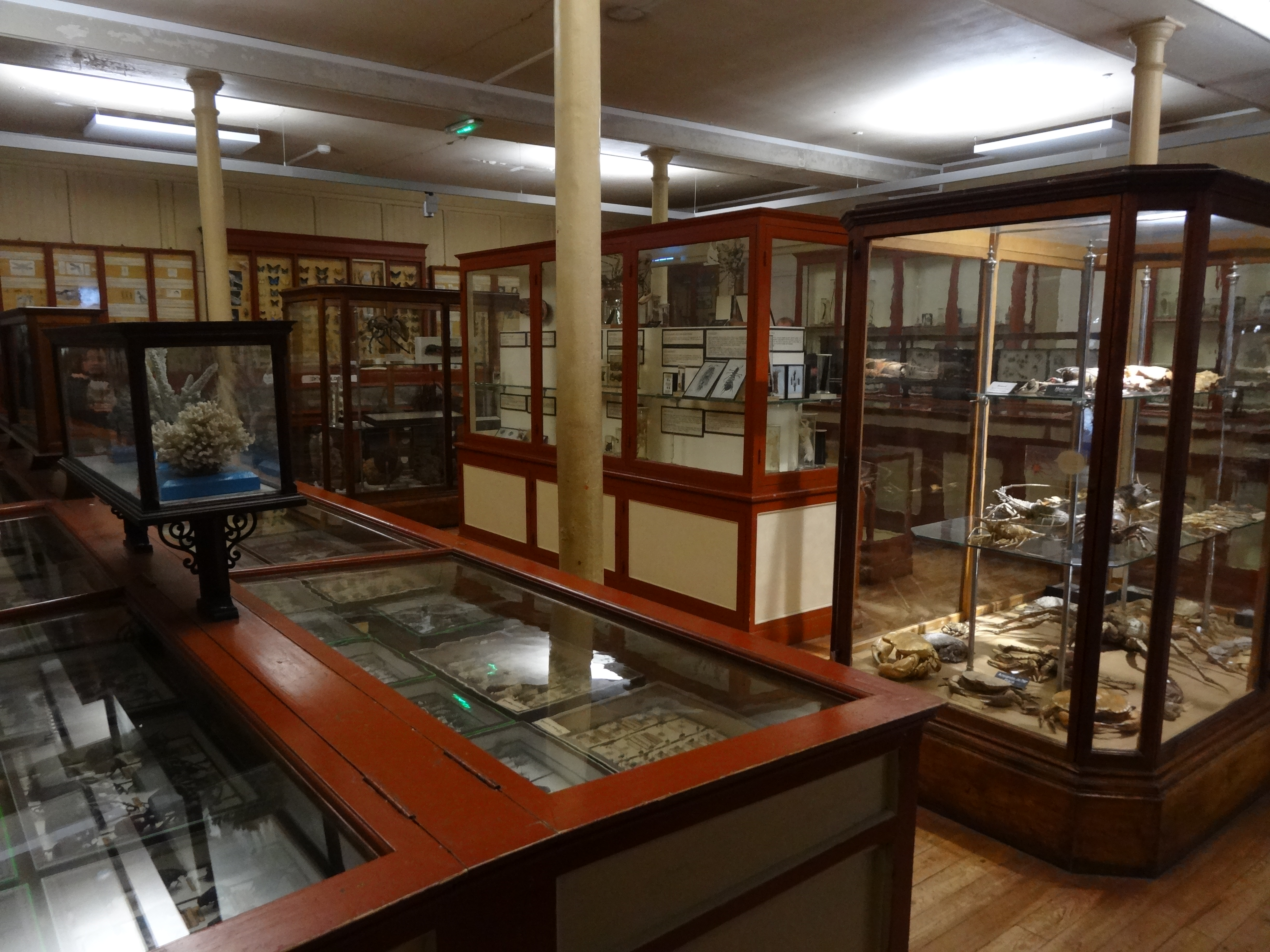
Muséum d'histoire naturelle de Rouen - Galerie des poissons, des reptiles et des amphibiens.

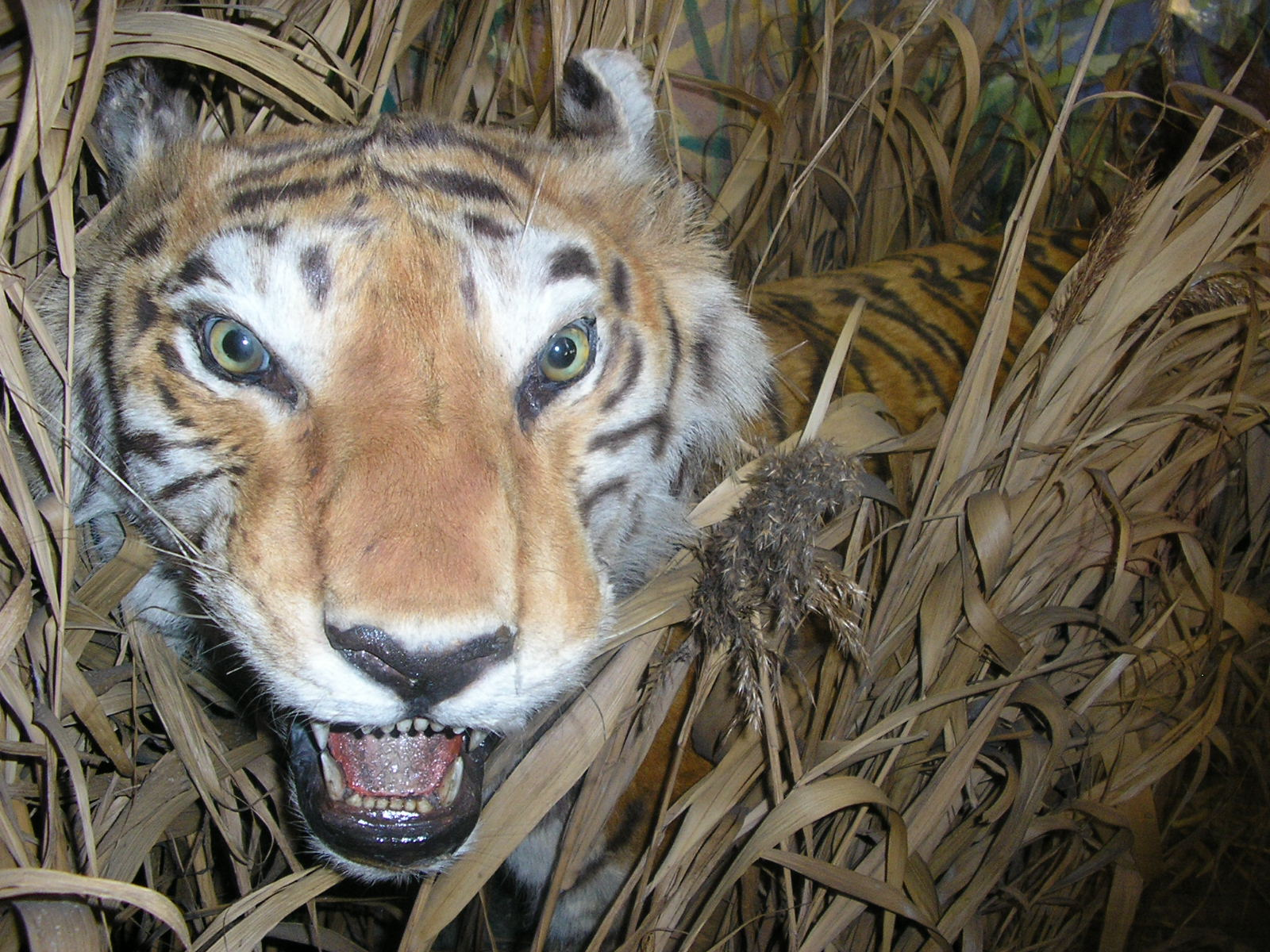
Tigre au muséum de Rouen.

Le muséum de Rouen est fondé en 1828 par Adrien Charles Deshommets de Martainville, maire de Rouen. Il occupe le couvent Sainte-Marie (XVIIe siècle), à Rouen, en France. Il détient le label musée de France. Il fait partie de la Réunion des musées métropolitains Rouen Normandie depuis le 1er janvier 2016.
Félix Archimède Pouchet y est nommé premier conservateur en 1828. Georges Pennetier en est le second conservateur de 1873 à 1923 , puis Robert Régnier de 1924 à 1965…
Il conserve plus de 500 000 objets et spécimens provenant du monde entier.
Fermé au public pendant dix ans, pendant lesquels l'équipe de conservation assure l'entretien des collections, la réception des chercheurs et présente des expositions hors les murs et, après six mois de travaux axés sur la mise aux normes de sécurité des établissements recevant du public, le musée rouvre le 23 février 2007.
Le muséum de Rouen est labellisé Tourisme et Handicap, moteur et mental depuis 2009.
Un projet vise à réunir le muséum et le musée des Antiquités pour faire un nouveau pole muséal en 2028.

## Conservateurs
| Identité                              | Période         | Période         | Durée                     |
| Identité                              | Début           | Fin             | Durée                     |
| ------------------------------------- | --------------- | --------------- | ------------------------- |
| Félix Archimède Pouchet (1800 - 1872) | 29 octobre 1828 | 6 décembre 1872 | 44 ans, 1 mois et 7 jours |
| Georges Pennetier (1836 - 1923)       | 1873            | 1923            | 50 ans                    |
| Robert Régnier (d) (1894 - 1965)      | 1924            | 1965            | 41 ans                    |
| Jacques Foucher (d)                   | 1966            | 1971            | 5 ans                     |
| Dany Potel (d) (1945 - 2019)          | 1971            | 1976            | 5 ans                     |
| Jean-Paul Dupont (d) (1951 - 2018)    | 1976            | 1997            | 21 ans                    |
| Monique Fouray (d) (née en 1946)      | 1997            | 2006            | 9 ans                     |
| Sébastien Minchin (d) (né en 1972)    | 2006            | 2017            | 11 ans                    |
| Mathilde Schneider (d)                | octobre 2018    |                 |                           |

## Un muséum durable et responsable
Le muséum de Rouen valorise les collections ethnographiques en donnant la parole aux peuples dont elles sont issues, selon le principe du muséum durable et responsable. L'établissement œuvre dans le sens d’un rapprochement entre les peuples autochtones et les collections ethnographiques pour en faire des objets ambassadeurs des cultures. Le muséum de Rouen présente ainsi depuis 2011 ses collections ethnographiques océaniennes en donnant carte blanche aux maoris de Nouvelle-Zélande, et en s'appuyant sur les connaissances des équipes du musée national Te Papa Tongarewa de Wellington. La valorisation de la section océanienne de la galerie des continents a été réalisée par l'artiste maori George Nuku.
Toujours dans le cadre de la section Océanie, en 2012, le muséum de Rouen a reçu la parure de Mundiya Kepanga, chef papou de la tribu des Hullis de Papouasie.
En octobre 2014, le muséum de Rouen a ouvert la section asiatique de la galerie des continents, résultat de plusieurs années de coopération avec notamment Agus Koeciank et Jenny Lee, deux artistes indonésiens qui ont interprété les collections ethnographiques asiatiques du muséum de Rouen.
Parallèlement, l'équipe du muséum de Rouen est à l'origine d'un projet de recherches sur les problématiques de toxicités liées aux traitements anciens des spécimens naturalisés, en partenariat avec le Département de Maîtrise des Risques industriels et Environnementaux de l'INSA de Rouen, le Centre de recherche et de restauration des musées de France et Air Normand.

## Restitution de la tête maorie conservée à Rouen

### Contexte politique en France
Saisi par la Nouvelle-Zélande, le conseil municipal rouennais, présidé par le maire Pierre Albertini, avait ordonné le 19 octobre 2007 la restitution d'une tête de guerrier māori tatouée conservée par le muséum d'histoire naturelle de Rouen depuis 1875. Depuis 1992, le musée national néozélandais Te Papa Tongarewa fait en effet des demandes de retour de tous les restes de dépouilles māori dispersés de par le monde.
Mais le ministère de la Culture, dirigé par Christine Albanel, a saisi le tribunal administratif de Rouen, qui a jugé, par un arrêt du 27 décembre 2007, confirmé par un arrêt du 24 juillet 2008 de la cour administrative d'appel de Douai, que la tête appartenait au domaine public des œuvres d'art et qu'elle était à ce titre inaliénable, à défaut de procédure de déclassement. L'article 11 de la loi du 4 janvier 2002 relative aux musées de France prévoit en effet que « les biens constituant les collections des musées de France appartenant à une personne publique font partie de leur domaine public et sont, à ce titre, inaliénables » et que « toute décision de déclassement d'un de ces biens ne peut être prise qu'après avis conforme d'une commission scientifique dont la composition et les modalités de fonctionnement sont fixées par décret » (article L451-5 du Code du patrimoine). Or le conseil municipal avait délibéré sans saisir une commission scientifique, et donc outrepassé ses pouvoirs,. La mairie de Rouen considérait au contraire que ces morceaux de corps humain devaient être restitués à la Nouvelle-Zélande pour des raisons éthiques. La ville de Rouen a décidé le 3 janvier 2008 de soutenir une proposition de loi autorisant la restitution de ces restes humains — pour déclasser et restituer à l'Afrique du Sud le corps de Saartjie Baartman (alias la « Vénus Hottentote »), il avait fallu la loi du 6 mars 2002. La sénatrice Catherine Morin-Desailly a présenté au Sénat une proposition de loi le 29 juin 2009 pour la restitution de toutes les têtes maories détenues par des musées en France (musée de l'Homme, au muséum de la Rochelle, etc. : une vingtaine de têtes Maoris en tout) à leur pays d'origine. Votée à l'unanimité du Sénat, la proposition de loi inquiétait pourtant le milieu de l'art, ses articles 2, 3 et 4 modifiant la composition des commissions scientifiques de déclassement, en y introduisant des personnalités élues ou « qualifiées », qui pourraient être plus flexibles que les conservateurs.

### Restitution de la tête maorie
L'histoire commence en 2006, alors que Pierre Albertini, maire de Rouen (2001-2008) et Catherine Morin-Desailly, son adjointe à la culture, travaillent à la réouverture du muséum de Rouen, le deuxième plus important en termes de richesse et de diversité des collections après celui de Paris.
Une nouvelle équipe est recrutée, dirigée par Sébastien Minchin qui, sur demande de l’équipe municipale, met en œuvre le nouveau projet culturel et scientifique. Très vite naît l’idée de restituer à la Nouvelle-Zélande, qui le réclame depuis de nombreuses années, la tête humaine tatouée et momifiée, dite tête maorie, conservée au musée depuis 1875.
Le 19 octobre 2007, le conseil municipal vote, à l’unanimité, une délibération et procède à une cérémonie de restitution en présence de l’ambassadrice de Nouvelle-Zélande, Sarah Dennis, ainsi que de l’ancien président du Comité du patrimoine mondial de l'UNESCO, le maori Tumu Te Heuheu.
Quelques jours plus tard, cette décision est contredite par la ministre de la culture Christine Albanel qui estime que ce reste humain, « objet de collection » d'un musée de France est frappé d'inaliénabilité, à défaut de déclassement préalable sur avis de la commission scientifique concernée ou de loi spéciale en cas de legs. Pour éviter un fâcheux précédent, elle défère alors la délibération au tribunal administratif.
Pour mettre un terme aux péripéties juridiques qui s’ensuivirent, liées principalement à la question non résolue du déclassement des legs, comme en l'espèce, et pour débattre du statut des restes humains, Catherine Morin-Desailly décide alors, en tant que parlementaire, de rédiger et de déposer au nom du groupe Union centriste une proposition de loi qui concernerait toutes les têtes maories.
D'emblée, soutenue par plus de soixante sénateurs issus de différents groupes politiques, la loi est débattue et votée à  l’unanimité au Sénat le 29 juin 2009 avec le soutien du ministre de la Culture, Frédéric Mitterrand.
La loi déposée et défendue par le groupe Nouveau Centre à l’Assemblée nationale est à son tour votée « conforme » par les députés le 4 mai 2010.
C’est donc l’ensemble des têtes maories (vingt en France à Paris au Quai Branly, à Lille, Marseille, Lyon, Nantes, la Rochelle…) qui se trouvent alors déclassées, et pour celle de l'université de Montpellier spontanément restituée, pour pouvoir retourner vers leur terre d'origine.
La tête maorie du muséum de Rouen a ainsi été restituée à la Nouvelle-Zélande en mai 2011 et celles détenues par les autres musées de France lors d'une cérémonie au musée du Quai Branly en janvier 2012. Cette démarche a été saluée par l'UNESCO en 2010.

## Fréquentation
| 2007   | 2008   | 2009   | 2010   | 2011   | 2012   | 2013   | 2014   | 2015   | 2016   | 2017   | 2018   | 2019 |
| ------ | ------ | ------ | ------ | ------ | ------ | ------ | ------ | ------ | ------ | ------ | ------ | ---- |
| 78 673 | 45 957 | 31 925 | 41 161 | 38 822 | 34 654 | 28 603 | 36 387 | 36 273 | 46 878 | 49 537 | 47 718 |      |